# Ulrica Messing
Ulrica Anna Ingegerd Jansson Messing, född Mässing den 31 januari 1968 i Hällefors, är en svensk politiker (socialdemokrat) och företagsledare. Hon är sedan 2021 landshövding i Blekinge län.
Hon var riksdagsledamot 1991–2007 och statsråd 1996–2006. Under tiden var hon också ledamot i den socialdemokratiska partistyrelsen 1994–2008 och suppleant i verkställande utskottet 2000–2008.
Hösten 2007 lämnade hon politiken och blev verkställande direktör i det egna företaget Porthouse interior AB och 2008 också i New Wave Group-koncernens dotterbolag Kosta Förlag. Utöver de två bolagen har hon också haft ett antal styrelseuppdrag, bland annat i Länsförsäkringar, fastighetsbolaget Wallenstam, Astrid Lindgrens värld och Göteborgs hamn.
I september 2021 utsågs hon till landshövding i Blekinge län.

## Uppväxt
Messing föddes i Hällefors i Örebro län och är äldst av fyra syskon. När hon var femton flyttade familjen från Hällefors till Hofors i Gästrikland. Hon gick treårig samhällsvetenskaplig linje på gymnasiet och innan hon började arbeta med politik på heltid arbetade hon en tid för Hasselakollektivet.

## Politisk karriär

### SSU
Messing blev medlem i SSU som femtonåring och under en period arbetade Messing som ombudsman för Gävleborgs läns SSU-distrikt. 1990–1993 var hon ledamot i SSU:s förbundsstyrelse. Hon var inblandad i de hårda interna falangstriderna inom SSU på 1990-talet och ställde upp i valet till SSU-ordförande 1995, men drog tillbaka sin kandidatur på kongressen, varpå motkandidaten Niklas Nordström valdes enhälligt.
2005 framkom det i en granskning av Sveriges Radios program Ekot att Gävleborgsdistriktet i likhet med ett antal andra SSU-distrikt i landet under många år rapporterat in överdrivna medlemsantal, så även under Ulrica Messings ordförandeskap, då distriktet 1990 redovisade nästan dubbelt så många medlemmar som faktiskt betalat in medlemsavgift.
Efter det att Messing blivit ombudsman inom SSU blev hon även kommunfullmäktigeledamot i Hofors.

### Riksdagsledamot
Hon valdes för första gången in i riksdagen 1991 och satt sedan i efterföljande mandatperioder i riksdagen fram till 2007. Efter valet 1991 utsågs Messing till suppleant i Trafikutskottet och Utbildningsutskottet, vilket hon var under perioden oktober 1991 till oktober 1994 för att sedan bli ordinarie ledamot i Trafikutskottet till och med oktober 1995. Under perioden februari till april 1992 var Messing ledig från riksdagsarbetet och ersattes då av Raimo Pärssinen.
1993 valdes Messing in i Socialdemokraternas partistyrelse och 2000 som suppleant i partiets verkställande utskott.
I riksdagsvalet 2006 fick Messing 7 836 personröster (11,2% av socialdemokraternas röster i Gävleborgs län), vilket var tillräckligt för att klara spärren för personval (8%).

### Statsråd i regeringen Persson
Messing var statsråd i regeringen Persson åren 1996–2006, först som statsråd (arbetsrätts- och jämställdhetsminister) i Arbetsmarknadsdepartementet med särskilt ansvar för frågor rörande jämställdhet, arbetstid och arbetsrätt och från 1998 som statsråd i Kulturdepartementet med ansvar för bl.a. integrations- och ungdomsfrågor. Därefter tjänstgjorde hon i Näringsdepartementet som biträdande näringsminister åren 2000-2006, till en början med ansvar för bland annat regional utvecklingspolitik och turism och från 2002 som infrastrukturminister. Messing blev vid sitt tillträde 1996 det yngsta statsrådet någonsin i Sverige.
Messing handhade krigsmaterielexportpolitiken under den tid hon var infrastrukturminister. Under denna tid nådde Sverige upp till att bli den nionde största krigsmaterielexportören i världen. Krigsmaterielexporten, som tenderar att variera rätt mycket från år till år, gick från 4,4 miljarder (år 2000) till 8,6 miljarder (2005) per år. Exporten skedde till ett 60-tal länder. Till följd av sin roll som statsråd i regeringen Persson ersattes hon i riksdagen i flera perioder åren 1996–2006 omväxlande av Agneta Brendt, Kenth Högström och Yoomi Renström, samt, under endast några dagar, av Roland Bäckman.

### Efter valförlusten 2006
I samband med socialdemokraternas förlust av regeringsmakten i valet 2006 tillkännagav Göran Persson att han skulle avgå som partiordförande. Messing var en av de partimedlemmar som utpekades som möjliga kandidater till partiledarposten, bland annat stödd av Göran Johansson. I slutet av december 2006 sa Messing emellertid att hon inte kandiderade till posten som partiordförande, med hänvisning till familjen. I mars 2007 valdes istället Mona Sahlin till partiordförande.
Messing blev ordförande för Försvarsutskottet i oktober 2006 och innehade denna post fram till september 2007, då hon lämnade sina uppdrag i riksdagen. Ordförandeskapet i Försvarsutskottet gick då till partikollegan Anders Karlsson. Messing var även ordförande i Sammansatta utrikes- och försvarsutskottet under endast några dagar i oktober 2006, ett utskott som hon senare, från mars till och med juni 2007, var ledamot av.
Under perioden oktober 2006 till september 2007 var Messing även ledamot i Krigsdelegationen, OSSE-delegationen och Utrikesnämnden.

### Messing lämnar politiken
I augusti 2007 tillkännagav Messing vid en presskonferens att hon skulle lämna sitt uppdrag som riksdagsledamot. Som skäl till varför hon ville lämna sitt uppdrag angav hon att hon ville ta ansvar för den nya familj som hon och hennes nyblivna sambo Torsten Jansson bildat. Då Messing avgick ersattes hon fr.o.m. den 18 september 2007 av Roland Bäckman.
Trots att hon lämnade sitt uppdrag i riksdagen satt Messing kvar i socialdemokraternas verkställande utskott och partistyrelse. Hon lämnade även sitt uppdrag som ordförande för den socialdemokratiska arbetsgruppen för klimat och miljö och meddelande att hon skulle lämna ordförandeskapet i Gävle Arbetarekommun, vilket slutligen skedde i mars 2008.
Då hon avgick som riksdagsledamot 2007 försäkrade hon att hon inte tänkte utnyttja den statsrådspension som hon då kunde börja ta ut. Hon motiverade i samband med detta sitt beslut att avstå statsrådspensionen med att "det är en plikt och en integritetsfråga att ha en egen försörjning så länge man är arbetsför och har hälsan". Ändå ansökte hon i augusti 2007 om statsrådspension och beviljades denna, för att sedan under 2008, förutom en inkomst på 431 000 kronor, komma att ha en statsrådspension på 20 000 kronor i månaden.
I september 2008 meddelade Messing att hon även skulle lämna uppdraget som ledamot i partistyrelsen och suppleant i det verkställande utskottet, med hänvisning till såväl familjeskäl som hennes nya arbete.

## Efter politiken

### New Wave Group
I samband med att hon lämnade sitt uppdrag som riksdagsledamot i augusti 2007 sade hon sig söka ett nytt jobb, men att hennes arbetsgivare inte skulle bli sambon Torsten Jansson. I oktober samma år rapporterades det att hon likväl skulle bli VD för ett nystartat företag i Torsten Janssons koncern. Hon var sedan VD för ett inredningsföretag, Porthouse Interior AB, där Jansson samtidigt var styrelseordförande.
I september 2008 blev hon även VD för Kosta förlag, ett dotterbolag i New Wave Group.

### Landshövding i Blekinge län
I september 2021 utsågs Messing till landshövding i Blekinge län.

## Familj
Messing är sedan september 2009 gift med företagaren och miljardären Torsten Jansson. Hon har två söner i tidigare förhållanden.